# Andrew Wood (diplomaat)

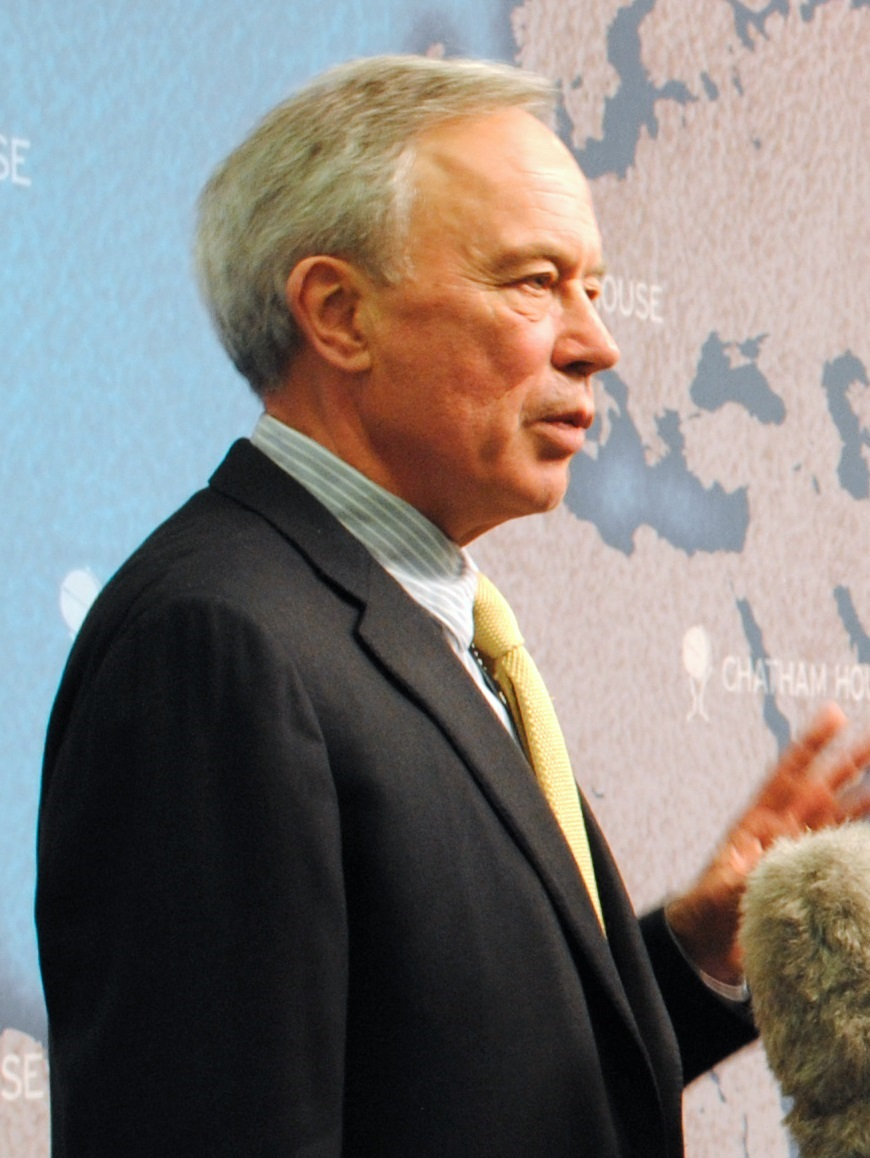
Sir Andrew Wood

Sir Andrew Marley Wood GCMG (Gibraltar, 2 januari 1940) is een voormalig Brits diplomaat.

## Biografie
Wood werd geboren in Gibraltar en studeerde aan het Ardingly College en King’s College te Cambridge. 
Na het doorlopen van een rij diplomatieke posten, diende hij van 1985 tot 1989 als Brits ambassadeur in het voormalige Joegoslavië. Van 1995 tot 2000 was hij Brits ambassadeur in Rusland en Moldavië (land), waarna hij de diplomatieke dienst wegens pensionering verliet.

## Loopbaan
In het verlengde van de diplomatieke dienst, vervulde Wood functies bij verschillende instellingen, zoals de Russisch-Britse Kamer van Koophandel, de Buitenlandse & Koloniale Investeringsmaatschappij en het Brits-Russisch Centrum. Hij was senior adviseur aan of van de raadgevende besturen van Ernst & Young, Renaissance Capital en het British Consultants' Bureau. Destijds adviseerde hij ook de Britse premier Tony Blair over de omgang met Russische investeringen.

## Onderscheidingen
Wegens zijn verdiensten voor het Verenigd Koninkrijk werd hij in 2000 onderscheiden met het Knight Grand Cross of the Order of St. Michael and St. George (GCMG).

## Russische connectie Donald Trump
Begin januari 2017 kwam er een Trump-rapport van de hand van de Britse inlichtingenconsultant en voormalig geheim agent Christopher Steele in de publiciteit, dat de beweringen van kandidaat- en president-elect Donald Trump over zijn Russische connecties categorisch logenstrafte.
Aangezien de beweringen in het document niet door bewijzen worden ondersteund, beperkten de mainstreammedia zich tot berichtgeving over de geobjectiveerde samenvatting (2 A4'tjes) van de 35 bladzijden. Het internetmedium Buzzfeed besloot het na enkele dagen wel integraal te openbaren. 
Belangrijkste uitkomsten bleken: a. de Russische steun aan vastgoed-tycoon en potentieel presidentskandidaat Trump vindt al circa vijf jaar plaats en b. de Russische geheime dienst beschikt over video-opnamen uit 2013 van een ontmoeting van Donald Trump met een stel prostituees in de presidentiële suite van het Ritz Carlton Hotel in Moskou.
Emeritus-diplomaat Wood raakte vanwege het potentiële chantage-risico van het tweede punt voor de president-bondgenoot dermate verontrust dat hij hierover senator John McCain aansprak tijdens een internationale conferentie in Canada. Wood benadrukte hierbij vanuit ervaringen in zijn Russische periode in te kunnen staan voor Steele's professionaliteit en integriteit.